# Iwan Pietrow (śpiewak)
Iwan Iwanowicz Pietrow, ros. Иван Иванович Петров, właśc. Hans Krause (ur. 29 lutego 1920 w Irkucku, zm. 26 grudnia 2003 w Moskwie) – rosyjski śpiewak operowy, bas.

## Życiorys
W latach 1938–1943 kształcił się u Anatolija Miniejewa w szkole im. Aleksandra Głazunowa w Moskwie. Debiutował w 1939 roku z objazdową trupą operową Iwana Kozłowskiego. W 1941 roku został solistą Filharmonii Moskiewskiej. Od 1943 roku związany był na stałe z moskiewskim Teatrem Bolszoj. Koncertował w Europie, Stanach Zjednoczonych i Japonii. Zasłynął przede wszystkim jako odtwórca roli tytułowej w Borysie Godunowie. Do innych jego popisowych ról należały: Rusłan w Rusłanie i Ludmile, Don Basilio w Cyruliku sewilskim, Filip II w Don Carlosie. W 1962 roku otrzymał tytuł członka honorowego Opery Paryskiej. W 1970 roku zakończył karierę sceniczną.